# Halle de Millau
La halle de Millau est une halle située à Millau, en France.

## Localisation
La halle est située sur la commune de Millau, dans le département français de l'Aveyron.

## Historique
L'édifice est inscrit au titre des monuments historiques en 1978.